# Ani Yudhoyono
Kristiani Herrawati Yudhoyono, znana jako Ani Yudhoyono (ur. 6 lipca 1952 w Yogyakarcie, zm. 1 czerwca 2019 w Singapurze) – żona prezydenta Indonezji Susilo Bambanga Yudhoyono, pierwsza dama Indonezji w okresie od 20 października 2004 do 20 października 2014.